# Олцай
Олца̀й (на италиански: Olzai; на сардински: Ortzài, Орцай) е село и община в Южна Италия, провинция Нуоро, автономен регион и остров Сардиния. Разположено е на 474 m надморска височина. Населението на общината е 903 души (към 2011 г.).